# The Same Old Blood Rush with a New Touch
The Same Old Blood Rush with a New Touch è il primo album in studio della band pop punk Cute Is What We Aim For, pubblicato nel 2006 dalla Fueled by Ramen.

## Tracce
1. Newport Living
2. There's A Class For This
3. Finger Twist & Split
4. Risque
5. Sweat the Battle Before the Battle Sweats You
6. The Fourth Drink Instinct
7. Sweet Talk 101
8. The Curse Of Curves
9. I Put the 'Metro' in Metronome
10. Lyrical Lies
11. Moan
12. Teasing to Please [Left Side, Strong Side]

## Formazione
- Shaant Hacikyan - voce
- Jeff Czum - chitarra e pianoforte
- Fred Cimato - basso e chitarra
- Tom Falcone - batteria